# Fita de terme (Cervera i Granyena de Segarra)
La Fita de terme és una obra de Cervera (Segarra) inclosa a l'Inventari del Patrimoni Arquitectònic de Catalunya, que limita amb Granyena de Segarra.

## Descripció
Es tracta d'una fita de terme municipal situada en un marge de camí, i actua com a marca de separació entre el terme de Granyena de Segarra i el terme de Cervera. Aquesta estructura monolítica està feta amb una pedra saulonenca amb secció rectangular i presenta les arestes superiors arrodonides. Cal destacar el detall en relleu, molt erosionat, d'una creu llatina que se'ns presenta a la part superior d'una de les seves cares.

## Història
Les primitives fites de terme d'una propietat privada o municipal cada vegada més són substituïdes per estructures de formigó.